# Dohm-Lammersdorf
Dohm-Lammersdorf település Németországban, Rajna-vidék-Pfalz tartományban. Lakosainak száma 213 fő (2023. december 31.).

## Népesség
A település népességének változása:
| Lakosok száma | 180  | 181  | 193  | 205  | 213  |
|               | 2017 | 2019 | 2021 | 2022 | 2023 |